# Мамедкули Салик Ордубади
Мамедкули Салик Ордубади (азерб. Məhəmmədqulu Salik Ordubadi; род. 1806, Ханага, Дастский магал, Нахичеванское ханство) — азербайджанский поэт XIX века, участник литературного общества «Анджумануш-шуара».

## Биография
Мамедкули Салик родился в 1806 году в селе Ханага недалеко от Ордубада в семье Кербелаи Абдулхусейна Хатури. Первое образование он получил у отца и деда, затем учился в медресе в Ордубаде, а затем получил высшее духовное образование в Иране.

## Творчество
Мамедкули Салику принадлежит диван «Гюльшани-вахдат», написанный в 1860—1863 годах. Его творчество богато и многогранно. Его диван содержит стихотворения на азербайджанском, персидском, арабском и чагатайском языках. Салик глубоко изучил классических восточных поэтов и глубоко освоил литературное наследие таких художников, как Саади, Хафиз, Хайям, Джами, Низами и Физули, включая классическую восточную философию. В результате этого литературное наследие поэта можно сгруппировать по двум направлениям по теме и идее. Первую группу стихотворений составляют газели, касыды, маснави, тарджу-банд, жаджбанд, рубаи, мухаммасы, тахмис, муламма, тазмин, кита, латифа, сагинаме, наставления, написанные в классическом стиле. В эту группу входят религиозные стихи поэта, большая часть которых посвящена восхвалению Али ибн Абу Талиба и имама Махди. Вторая группа его стихов включает старые произведения поэта, написанные в стиле любовной лирики. Согласно мистическим воззрениям Салика, все сущее есть выражение божественного бытия, красоты Бога, его «объективной абсолютности». Это может понять только совершенный и разумный человек, идущий святым путем Бога. Очарованный и беспокойный любовник, созданный Саликом в его мистико-лирических газелях, на самом деле является путником истины, стремящимся встретить божественную красоту, и на этом пути заражается любовью к Богу. Эта философско-лирическая идея составляет основную направленность мистических газелей поэта.